# Меморіал борцям за волю України (Олешки)
Меморіа́л «Борця́м за Во́лю Украї́ни» — перший на території Херсонської області меморіальний комплекс присвячений воїнам різних армій та збройних формацій, що боролись за державну незалежність України в різні історичні епохи.
Збудований 30 червня 2007 року молоддю Херсона в лісах Олешківщини, в рамках заходів приурочених до століття з дня народження головного командира УПА Романа Шухевича.
До композиції меморіалу входять: насипний курган, сосновий хрест, десятиметрове древко з державним прапором, мозаїчний Тризуб на схилі кургану.
Меморіал неодноразово відвідували делегації з Миколаївщини, Криму, Одещини.